# Cyanicula caerulea
Cyanicula caerulea är en orkidéart som först beskrevs av Robert Brown, och fick sitt nu gällande namn av Stephen Donald Hopper och Andrew Phillip Brown. Cyanicula caerulea ingår i släktet Cyanicula, och familjen orkidéer.

## Underarter
Arten delas in i följande underarter:
- C. c. caerulea
- C. c. heliotropica